# Davor Božinović
Davor Božinović (Pula, 27. prosinca 1961.), hrvatski diplomat, političar, ministar unutarnjih poslova od 2017. te potpredsjednik Vlade Republike Hrvatske od 2019. godine.

## Životopis
Rođen je u Puli, u obitelji podrijetlom iz Boke kotorske. Otac mu je bio kapetan u ratnoj mornarici.
Diplomirao, magistrirao i doktorirao na Fakultetu političkih znanosti Sveučilišta u Zagrebu u području međunarodnih odnosa i nacionalne sigurnosti.
Godine 1987. postaje savjetnik u Republičkom sekretarijatu za narodnu obranu Hrvatske, u istoj ustanovi - sada Ministarstvu obrane Republike Hrvatske - tri godine kasnije sjeda na mjesto predsjednika Novačke komisije.
Potom prelazi u diplomaciju te od 1994. godine radi kao viši savjetnik u Odjelu za konzularne poslove pri Ministarstvu vanjskih poslova i europskih integracija. Savjetnik je u Veleposlanstvu RH u Sofiji (1994. – 1996.), potom savjetnik u Veleposlanstvu RH u Sarajevu. Vraća se u Zagreb te od 1997. do 1999. radi kao zamjenik načelnika i potom načelnik Odjela za susjedne zemlje u Ministarstvu vanjskih poslova RH. Godine 1999. dobiva diplomatski rang veleposlanika te postaje pomoćnikom ministra vanjskih poslova Republike Hrvatske. Godine 2000. je koordinator za odnose sa Saveznom Republikom Jugoslavijom u Ministarstvu vanjskih poslova RH. Od 2001. do 2004. godine radi u Beogradu, najprije kao privremeni otpravnik poslova, potom od 2002. godine kao veleposlanik RH u Srbiji i Crnoj Gori.
Godine 2004. postaje predstojnik Ureda predsjednika Republike Hrvatske Stjepana Mesića, odakle 2005. godine odlazi na mjesto veleposlanika Republike Hrvatske u svojstvu šefa misije RH pri NATO; Hrvatska u listopadu 2005. godine započinje pregovore o ulasku u taj vojni savez. U rujnu 2008. godine vraća se u Zagreb, sada na dužnosti državnog tajnika za europske integracije MVP RH. U istom ministarstvu od 2009. godine preuzima obveze državnog tajnika za politička pitanja. Također je posebni izaslanik predsjednice Vlade RH za jugoistočnu Europu.
Godine 2010. postaje ministar obrane Republike Hrvatske, gdje ostaje do kraja mandata vlade Jadranke Kosor 2011. godine. Od kraja 2011. godine postaje zastupnik u Hrvatskom saboru, gdje preuzima dužnost predsjednika Odbora za međuparlamentarnu suradnju. Od 2012. do 2013. godine je promatrač u Europskom parlamentu. Na parlamentarnim izborima 2015. godine nije bio reizabran u Hrvatski sabor, nego od veljače 2016. godine radi u Ministarstvu vanjskih i euoropskih poslova, u rangu veleposlanika. 
U listopadu 2016. godine postaje predstojnik ureda Vlade Republike Hrvatske, a u lipnju 2017. godine prelazi na dužnost ministra unutarnjih poslova u Vladi Republike Hrvatske.
Davor Božinović je autor i koautor više knjiga te znanstvenih i stručnih poslova iz područja međunarodnih odnosa i sigurnosti.
Predavač je na poslijediplomskom studiju iz diplomacije na Sveučilištu u Zagrebu, diplomskom i doktorskom studiju iz međunarodnih odnosa i diplomacije na Sveučilištu Libertas u Zagrebu, na diplomskom studiju iz javne uprave na Veleučilištu Baltazar u Zaprešiću te na diplomatskoj akademiji Ministarstva vanjskih poslova i Ratnoj školi ban Josip Jelačić.